# TSV Motor Gispersleben
Der TSV Motor Gispersleben ist ein Mehrspartensportverein in dem Erfurter Stadtteil Gispersleben. Er betreibt die Sportarten Akrobatik, Basketball, Fußball, Handball, Kegeln, Tischtennis, Turnen und Volleyball und hat über 600 Mitglieder (Stand 2015).

## Porträt
Der 1990 gegründete Verein setzt die sportliche Tradition Gisperslebens fort, die mit ihren Ursprung bis zum Anfang des 20. Jahrhunderts zurückreicht. Diese erfuhr 1945 einen tiefgreifenden Wandel, nachdem alle Sportvereine aufgelöst werden mussten. Mit der Gründung von Betriebssportgemeinschaften (BSG) wurde Ende der 1940er Jahre in der DDR der Sport wieder in geordnete Bahnen gelenkt. Im größten Gispersleber Betrieb, dem VEB Thüringer Stahlbau wurde 1950 die BSG Motor Gispersleben gegründet. In ihr entstanden Sektionen für zahlreiche Sportarten, von denen Akrobatik und Fußball überregionale Erfolge erreichten. Die größten Erfolge konnten die Sportakrobaten erzielen. In verschiedenen Damenkategorien wurden zwischen 1957 und 1959 mehrere DDR-Meistertitel errungen.
Im Fußball spielte die BSG Motor zunächst in der viertklassigen Bezirksklasse Thüringen bzw. ab 1952 Erfurt, die 1956 mit Einführung der II. DDR-Liga fünftklassig wurde. 1958 gelang der Aufstieg in die Bezirksliga, in der sich Motor Gispersleben zunächst bis 1969 ununterbrochen halten konnte. Nach Einstellung der II. DDR-Liga wurde die Bezirksliga 1963 zur dritten Spielklasse. In der Saison 1962/63 wurde Gispersleben Bezirksmeister, verpasste aber in der Relegation den Aufstieg in die DDR-Liga. Da die BSG Motor 1963 auch den Fußball-Bezirkspokal gewonnen hatte, wurde sie für den DDR-weiten Pokalwettbewerb 1963/64 teilnahmeberechtigt. Dort konnte sie in der 1. Hauptrunde den DDR-Ligisten Motor West Karl-Marx-Stadt mit 2:1 ausschalten und scheiterte erst in der 2. Hauptrunde am DDR-Ligisten Chemie Zeitz mit 0:4. 1969 stieg Motor Gispersleben aus der Bezirksliga ab und erschien dort später nur noch sporadisch. Die letzte Spielzeit im DDR-Fußball schloss die BSG Motor 1990/91 mit Platz 13. in der Bezirksliga ab.
Als nach der politischen Wende ab 1990 wieder die Gründung von Vereinen möglich wurde, gründeten in Gispersleben bisherige BSG-Mitglieder den eingetragenen Verein TSV Motor Gispersleben. Er behielt das breitgefächerte Sportangebot der BSG bei. Am erfolgreichsten entwickelte sich die Abteilung Kegeln, deren Mannschaft es bis in die 2. Bundesliga schaffte. Während die Mannschaften im Basketball und Handball 2015 auf Landesebene spielten, blieben die anderen Sportarten unterklassig. Die Fußballmannschaft spielte 2022 in der siebtklassigen Landesklasse Thüringen Staffel 2.